# 쇳대박물관
쇳대박물관은 서울특별시 종로구 이화동에 위치한 박물관으로, 대한민국에서 유일한 자물쇠 전문 박물관이다. 한국의 옛 자물쇠 및 세계 각국의 독특한 자물쇠를 테마로 한 곳으로 4,000여 점의 소장 자물쇠 중 고려시대 금동자물쇠, 조선시대 열쇠패, 세계의 빗장 등 400여 점을 주제별로 상설전시하고 있다.
2003년부터 2019년까지 대학로 마로니에 공원 뒤편에 있었다. 당시에는 자물쇠와 장석을 제작하는 장인인 두석장(중요무형문화재 제64호)으로 4대째 가업을 이어오는 김극천 일가의 작업실을 상설 전시하였다. ‘유동하는 대학로 속 새로운 긴장’을 형상화한 승효상의 설계를 바탕으로 녹슨 쇠로 외장을 두른 독특한 건물이었는데, 지금은 NC문화재단의 사옥으로 쓰이고 있다.

## 같이 보기
- 대한민국의 박물관과 미술관 목록